# Vesterhaug Station
Vesterhaug Station (Vesterhaug stasjon) var en jernbanestation på Solørbanen, der lå i Elverum kommune i Norge.
Stationen åbnede 4. december 1910, da banen blev forlænget fra Flisa til Elverum. Den blev nedgraderet til holdeplads omkring 1928 og til ubemandet trinbræt 1. april 1957. Betjeningen med persontog ophørte 1. juni 1986, og 27. maj 1990 blev stationen nedlagt.
Stationsbygningen blev opført efter tegninger af Harald Kaas. Den blev revet ned i 1969.